# Alb zwischen Jusi und Teck
Das FFH-Gebiet Alb zwischen Jusi und Teck ist ein im Jahr 2005 durch das Regierungspräsidium Stuttgart nach der Richtlinie 92/43/EWG (Fauna-Flora-Habitat-Richtlinie) angemeldetes Schutzgebiet (Schutzgebietskennung DE-7422-311) im deutschen Bundesland Baden-Württemberg. Von 2005 bis 2015 bestanden zwei Gebiete, nämlich Hohenneuffen, Jusi und Baßgeige sowie Lenninger Tal und Teckberg. Die LUBW hat die beiden Gebiete 2015 zusammengefasst, wobei sich die geschützten Flächen unwesentlich verändert haben. Mit Verordnung des Regierungspräsidiums Stuttgart zur Festlegung der Gebiete von gemeinschaftlicher Bedeutung vom 30. Oktober 2018 (in Kraft getreten am 11. Januar 2019), wurde das Schutzgebiet ausgewiesen.

## Lage
Das 3565,3 Hektar große Schutzgebiet gehört zu den Naturräumen 094 – Mittlere Kuppenalb und 101 – Vorland der mittleren Schwäbischen Alb innerhalb der naturräumlichen Haupteinheiten 09 – Schwäbische Alb und 10 – Schwäbisches Keuper-Lias-Land. Es verläuft fast zusammenhängend entlang des Albtraufs vom Jusi bei Kohlberg bis Weilheim an der Teck und erstreckt sich über die Markungen von zwölf Städten und Gemeinden in den Landkreisen Esslingen und Reutlingen:
- Beuren – 213,92 ha = 6 %
- Bissingen an der Teck – 570,45 ha = 16 %
- Dettingen unter Teck – 35,65 ha = 1 %
- Erkenbrechtsweiler – 106,96 ha = 3 %
- Kohlberg – 35,65 ha = 1 %
- Neuffen – 677,41 ha = 19 %
- Owen – 249,57 ha = 7 %
- Weilheim an der Teck – 35,65 ha = 1 %
- Lenningen – 1354,82 ha = 38 %
- Dettingen an der Erms – 142,61 ha = 4 %
- Grabenstetten – 71,31 ha = 2 %
- Römerstein – 106,96 ha = 3 %

## Beschreibung, Schutzzweck
Es handelt sich um ein zusammenhängendes Gebiet mit 149 Höhlen. Man findet dort den markanten Ausliegerberg Teck. Der Talschluss der Lauter bei Gutenberg mit tief eingeschnittenen Seitentälern stellt einen typischen Ausschnitt des Traufs der Mittleren Kuppenalb mit Oberjura-Felskranz, Kalk-Buchenwäldern, Wacholderheiden, Kalk-Magerrasen, Waldmeister- und Orchideen-Buchenwälder, Schluchtwälder, Felsen und Höhlen, Kalkschutthalden und Tuffquellen dar. Zahlreiche Vulkanschlote im Kirchheim-Uracher Vulkangebiet (Jusi als größter Schlot) mit geologischen Aufschlüssen liegen im Schutzgebiet.

### Lebensraumklassen
(allgemeine Merkmale des Gebiets) (prozentualer Anteil der Gesamtfläche)
Angaben gemäß Standard-Datenbogen aus dem Amtsblatt der Europäischen Union
|                                                                           |                                                                           |  |      |      |
| N09 – Trockenrasen, Steppen                                               | N09 – Trockenrasen, Steppen                                               |  | 1 %  | 1 %  |
| N10 – Feuchtes und mesophiles Grünland                                    | N10 – Feuchtes und mesophiles Grünland                                    |  | 15 % | 15 % |
| N14 – Melioriertes Grünland                                               | N14 – Melioriertes Grünland                                               |  | 2 %  | 2 %  |
| N16 – Laubwald                                                            | N16 – Laubwald                                                            |  | 72 % | 72 % |
| N17 – Nadelwald                                                           | N17 – Nadelwald                                                           |  | 0 %  | 0 %  |
| N19 – Mischwald                                                           | N19 – Mischwald                                                           |  | 4 %  | 4 %  |
| N21 – Nicht-Waldgebiete mit hölzernen Pflanzen (Obstbaumhaine, Weinberge) | N21 – Nicht-Waldgebiete mit hölzernen Pflanzen (Obstbaumhaine, Weinberge) |  | 6 %  | 6 %  |
|                                                                           |                                                                           |  |      |      |

### Lebensraumtypen
Folgende Lebensraumtypen nach Anhang I der FFH-Richtlinie kommen im Gebiet vor:
| EU Code | Lebensraumtyp (offizielle Bezeichnung)                                                                          | Kurzbezeichnung                                              | Hektar  |
| ------- | --- | ------------------------------------------------------------ | ------- |
| 3140    | Oligo- bis mesotrophe kalkhaltige Gewässer mit benthischer Vegetation aus Armleuchteralgen                      | Kalkreiche, nährstoffarme Stillgewässer mit Armleuchteralgen | 0,80    |
| 3150    | Natürliche eutrophe Seen mit einer Vegetation des Magnopotamions oder Hydrocharitions                           | Natürliche nährstoffreiche Seen                              | 0,10    |
| 3260    | Flüsse der planaren bis montanen Stufe mit Vegetation des Ranunculion fluitantis und des Callitricho-Batrachion | Fließgewässer mit flutender Wasservegetation                 | 0,27    |
| 5130    | Formationen von Juniperus communis auf Kalkheiden und -rasen                                                    | Wacholderheiden                                              | 1,42    |
| 6110    | Lückige basophile oder Kalk-Pionierrasen (Alysso-Sedion albi)                                                   | Basenreiche oder Kalk-Pionierrasen                           | 1,40    |
| 6210    | Naturnahe Kalk-Trockenrasen und deren Verbuschungsstadien (Festuco-Brometalia)                                  | Kalk-Magerrasen                                              | 180,42  |
| 6430    | Feuchte Hochstaudenfluren der planaren und montanen bis alpinen Stufe                                           | Feuchte Hochstaudenfluren                                    | 0,07    |
| 6510    | Magere Flachland-Mähwiesen (Alopecurus pratensis, Sanguisorba officinalis)                                      | Magere Flachland-Mähwiesen                                   | 183,07  |
| 7220    | Kalktuffquellen (Cratoneurion)                                                                                  | Kalktuffquellen                                              | 0,55    |
| 7230    | Kalkreiche Niedermoore                                                                                          | Kalkreiche Niedermoore                                       | 0,16    |
| 8160    | Kalkhaltige Schutthalden der collinen bis montanen Stufe Mitteleuropas                                          | Kalkschutthalden                                             | 3,44    |
| 8210    | Kalkfelsen mit Felsspaltenvegetation                                                                            | Kalkfelsen mit Felsspaltenvegetation                         | 34,00   |
| 8310    | Nicht touristisch erschlossene Höhlen                                                                           | Höhlen und Balmen                                            | 0,24    |
| 9130    | Waldmeister-Buchenwald (Asperulo-Fagetum)                                                                       | Waldmeister-Buchenwald                                       | 1819,39 |
| 9150    | Mitteleuropäischer Orchideen-Kalk-Buchenwald (Cephalanthero-Fagion)                                             | Orchideen-Buchenwälder                                       | 56,49   |
| 9160    | Subatlantischer oder mitteleuropäischer Stieleichenwald oder Eichen-Hainbuchenwald (Carpinion betuli)           | Sternmieren-Eichen-Hainbuchenwald                            | 2,33    |
| 9170    | Labkraut-Eichen-Hainbuchenwald Galio-Carpinetum                                                                 | Labkraut-Eichen-Hainbuchenwald                               | 19,99   |
| 9180    | Schlucht- und Hangmischwälder (Tilio-Acerion)                                                                   | Schlucht- und Hangmischwälder                                | 105,47  |
| 91E0    | Auen-Wälder mit Alnus glutinosa und Fraxinus excelsior (Alno-Padion, Alnion incanae, Salicion albae)            | Auenwälder mit Erle, Esche, Weide                            | 3,39    |

### Zusammenhängende Schutzgebiete
Mehrere Landschaftsschutzgebiete sind ganz oder teilweise mit dem FFH-Gebiet deckungsgleich. Das FFH-Gebiet liegt nahezu vollständig im Vogelschutzgebiet Nr. 7422-441 Mittlere Schwäbische Alb.
Folgende Naturschutzgebiete liegen im FFH-Gebiet:
- Tobeltal mit Mittagsfels und Wielandstein
- Randecker Maar mit Zipfelbachschlucht
- Teck
- Oberes Lenninger Tal mit Seitentälern
- Neuffener Heide
- Neuffener Hörnle-Jusenberg
- Jusi-Auf dem Berg
- Goldland-Klausenberg
- Eichhalde